# 護法運動 (日本)
護法運動（ごほううんどう）とは、近世から近代初期にかけて日本の仏教界で発生した仏教擁護の動き。主にキリスト教排除に向けられた（排仏論を主張する儒教・国学の一部に対しても向けられている）。
護法運動の第1の動きは戦国時代に日本にキリスト教が伝来した当初から見られているが、江戸時代に入りキリシタン禁制が強化されると、それに呼応するように排耶書が著された。ただし、キリシタン禁制の徹底と寺請制度を介した一定の仏教保護政策が行われると、1660年代ごろには次第に沈静化を見せた。
護法運動の第2の動きは18世紀に入り、キリスト教の宣教師が中国（清）に持ち込んだ西洋天文学が日本に伝えられ、地球説や地動説と仏教における須弥山説や梵暦と衝突したときである。この問題に気付いた水戸藩の儒学者森尚謙は不染居士の筆名にて『護法資治論』（1707年）を著し、「吾れ恐る。仏法の大難、必ず天文地理より始まらんことを」と述べている。19世紀に入ると、円通が『仏国暦象編』（1810年）を著し、後述の第三の動きと混ざりながら霊遊・勝圀道人・佐田介石らに引き継がれて明治に至ることになる。
護法運動の第3の動きは開国によってキリスト教宣教師が英語教員などの形で日本に入ってくると、仏教界で警戒論が高まった。特に国学との間で護法論を唱えてきた浄土真宗各派がその中心となった。彼らの中には宣教師の元に潜入してキリスト教の教説を見聞したり、本山の学寮にて破邪学の研究にいそしんだりと、積極的に活動した。その後、明治政府の成立後の神道国教化政策や廃仏毀釈の動きを見て、浄土真宗以外の宗派にも広がった。義導の『護法建策』（1868年）のようにキリスト教だけでなく神道国教化を推進する平田派国学に対しても対抗すべきだという論者もいたが、大方は神道国教化の動きに迎合して神道を主、儒教・仏教を客とする「護国扶宗」を唱え、大教院への仏教諸派の参加を通じてキリスト教排除で神道側と共同歩調を取ろうとした。